# Choluata
Choluata là một chi bướm đêm thuộc họ Noctuidae.